# 가브리엘 드 기유라그

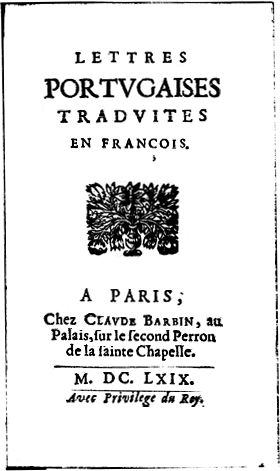
포르투갈 수녀의 편지

가브리엘 드 기유라그(Gabriel de Guilleragues, 1628년 ∼ 1684년)는 17세기 프랑스의 정치인이다.

## 개요
기유라그 백작은 문학사에서 거의 알려지지 않은 사람이다. 물론 그는 ≪프랑스 가제트≫의 편집을 맡았고 이 잡지에 ＜튀렌 찬양＞이라는 기사를 쓰기도 했다. 그러나 그는 결코 문필가로 알려진 사람이 아니었으며 생전에 자신이 쓴 문학작품에 대한 기록을 남겨 놓은 적도 없다. 사실 ＜포르투갈 수녀의 편지＞의 작자에 대한 논란이 오랫동안 계속되었던 이유 중의 하나도 그가 다른 작품을 쓰지 않았다는 데 있다. 당시 그는 ＜발랑탱, 포르투갈 수녀의 편지, 풍자시와 연가＞의 출판 허가를 받았는데, 그중 ＜포르투갈 수녀의 편지＞만 따로 출간되었기 때문에 두 작품의 연관성에 대한 의문이 제기되기도 했다. 그러나 20세기 후반에 이르러 풍자시와 연가 모음인 ＜발랑탱＞이란 작자 미상의 작품이 발견됨으로써 마침내 이 의문은 해결되었고 또한 기유라그 백작이 상당한 문학적 재능이 있는 사람이었다는 점도 확인되었다. 그러나 이 작품은 당시 살롱에서 흔히 행해지던, 시를 이용한 유희에 쓰이는 시들로서 ＜포르투갈 수녀의 편지＞와는 전혀 다른 성격의 작품이며 문학적 가치도 현격히 떨어진다. 그러므로 만일 기유라그가 ＜포르투갈 수녀의 편지＞의 작자라면 그는 일생에 단 한 편의 걸작만을 쓴 문필가로 분류되어야 한다.